# Emil Gassner
Emil Gassner niem. Emil Gaßner (ur. 21 grudnia 1898, zm. ?) – od listopada 1939 roku zastępca, a następnie Szef Wydziału Prasy w rządzie Generalnego Gubernatorstwa (niem. Pressechef der Regierung des GG).